# Lista stacji i przystanków kolejowych w Apulii
To jest lista stacji kolejowych w Apulii, będących własnością Rete Ferroviaria Italiana, oddziału włoskiej firmy Ferrovie dello Stato.

## Lista
| Stacja                               | Miejsce                | Prowincja             | Kategoria |
| ------------------------------------ | ---------------------- | --------------------- | --------- |
| Acquaviva delle Fonti                | Acquaviva delle Fonti  | Bari                  | Silver    |
| Altamura                             | Altamura               | Bari                  | Bronze    |
| Apricena                             | Apricena               | Foggia                | Bronze    |
| Ascoli Satriano                      | Ascoli Satriano        | Foggia                | Bronze    |
| Bari Centrale                        | Bari                   | Bari                  | Platinum  |
| Bari Enziteto Catino                 | Bari                   | Bari                  | Bronze    |
| Bari Marconi                         | Bari                   | Bari                  | Silver    |
| Bari Palese Macchie                  | Bari                   | Bari                  | Silver    |
| Bari Parco Sud                       | Bari                   | Bari                  | Bronze    |
| Bari Santo Spirito                   | Bari                   | Bari                  | Silver    |
| Bari Torre a Mare                    | Bari                   | Bari                  | Bronze    |
| Bari Zona Industriale                | Bari                   | Bari                  | Bronze    |
| Barletta                             | Barletta               | Barletta-Andria-Trani | Gold      |
| Bisceglie                            | Bisceglie              | Barletta-Andria-Trani | Silver    |
| Bitetto-Palo del Colle               | Bitetto                | Bari                  | Silver    |
| Bovino-Deliceto                      | Bovino                 | Foggia                | Bronze    |
| Brindisi                             | Brindisi               | Brindisi              | Gold      |
| Candela-Sant'Agata di Puglia         | Candela                | Foggia                | Bronze    |
| Canne della Battaglia                | Canne                  | Barletta-Andria-Trani | Bronze    |
| Canosa di Puglia                     | Canosa di Puglia       | Barletta-Andria-Trani | Silver    |
| Carovigno                            | Carovigno              | Brindisi              | Bronze    |
| Castellaneta                         | Castellaneta           | Taranto               | Bronze    |
| Castellaneta Marina                  | Castellaneta           | Taranto               | Bronze    |
| Cerignola Campagna                   | Cerignola              | Foggia                | Silver    |
| Cervaro                              | Borgo Cervaro          | Foggia                | Bronze    |
| Chieuti-Serracapriola                | Chieuti                | Foggia                | Bronze    |
| Cisternino                           | Cisternino             | Brindisi              | Bronze    |
| Fasano                               | Fasano                 | Brindisi              | Silver    |
| Foggia                               | Foggia                 | Foggia                | Gold      |
| Francavilla Fontana                  | Francavilla Fontana    | Brindisi              | Silver    |
| Ginosa                               | Ginosa                 | Taranto               | Bronze    |
| Gioia del Colle                      | Gioia del Colle        | Taranto               | Silver    |
| Giovinazzo                           | Giovinazzo             | Bari                  | Silver    |
| Gravina in Puglia                    | Gravina in Puglia      | Bari                  | Bronze    |
| Grottaglie                           | Grottaglie             | Taranto               | Bronze    |
| Grumo Appula                         | Binetto                | Bari                  | Silver    |
| Incoronata                           | Incoronata             | Foggia                | Bronze    |
| Latiano                              | Latiano                | Brindisi              | Silver    |
| Lecce                                | Lecce                  | Lecce                 | Gold      |
| Manfredonia                          | Manfredonia            | Foggia                | Bronze    |
| Massafra                             | Massafra               | Taranto               | Bronze    |
| Mesagne                              | Mesagne                | Brindisi              | Bronze    |
| Minervino Murge                      | Minervino Murge        | Barletta-Andria-Trani | Bronze    |
| Modugno Città                        | Modugno                | Bari                  | Bronze    |
| Mola di Bari                         | Mola di Bari           | Bari                  | Silver    |
| Molfetta                             | Molfetta               | Bari                  | Silver    |
| Monopoli                             | Monopoli               | Bari                  | Silver    |
| Ordona                               | Ordona                 | Foggia                | Bronze    |
| Oria                                 | Oria                   | Brindisi              | Bronze    |
| Orsara di Puglia                     | Orsara di Puglia       | Foggia                | Bronze    |
| Ortanova                             | Orta Nova              | Foggia                | Bronze    |
| Ostuni                               | Ostuni                 | Brindisi              | Silver    |
| Palagianello                         | Palagianello           | Taranto               | Bronze    |
| Palagiano-Chiatona                   | Palagiano              | Taranto               | Bronze    |
| Palagiano-Mottola                    | Palagiano              | Taranto               | Bronze    |
| Poggio Imperiale                     | Poggio Imperiale       | Foggia                | Bronze    |
| Poggiorsini                          | Poggiorsini            | Bari                  | Bronze    |
| Polignano a Mare                     | Polignano a Mare       | Bari                  | Silver    |
| Rignano Garganico                    | Rignano Garganico      | Foggia                | Bronze    |
| Rocchetta Sant'Antonio-Lacedonia     | Rocchetta Sant'Antonio | Foggia                | Bronze    |
| San Pietro Vernotico                 | San Pietro Vernotico   | Brindisi              | Silver    |
| San Severo                           | San Severo             | Foggia                | Silver    |
| San Vito dei Normanni                | San Vito dei Normanni  | Brindisi              | Bronze    |
| Santeramo                            | Santeramo in Colle     | Bari                  | Bronze    |
| Siponto                              | Siponto                | Foggia                | Bronze    |
| Spinazzola                           | Spinazzola             | Barletta-Andria-Trani | Silver    |
| Squinzano                            | Squinzano              | Lecce                 | Silver    |
| Taranto                              | Taranto                | Taranto               | Gold      |
| Trani                                | Trani                  | Barletta-Andria-Trani | Silver    |
| Trepuzzi                             | Trepuzzi               | Lecce                 | Silver    |
| Trinitapoli-San Ferdinando di Puglia | Trinitapoli            | Barletta-Andria-Trani | Silver    |